# Just Sing
Just Sing es el primer juego de la serie de Just Dance exclusivamente enfocado en el canto, contrario a los anteriores donde el foco era el baile, desarrollado por Ubisoft. Su lanzamiento para las consolas de la generación actual fue el 6 de septiembre de 2016 en Estados Unidos y el 9 de septiembre de 2016 en Reino Unido. Fue anunciado oficialmente en la plataforma oficial del juego y lanzaron anuncios vía Youtube.

## Modo de juego
Como en las anteriores entregas de Just Dance, el jugador tiene que seguir la letra de las canciones en la pantalla. La cámara y micrófono de la consola, controlará tanto tu canto como tu movimiento vocal y así calificará tu desempeño, además usando tu Teléfono inteligente, puedes agregar tonos y filtros, así puedes crear tus propios videos musicales. Incluye el modo de juego "Party", en la que podrás jugar solo o con tus amigos, también el modo "Battle" en el que lucharás con jugadores de otros lugares del mundo, y mucho más.

## Lista de canciones
Just Sing se compone de más de 45 sencillos musicales, de los cuales, hasta la fecha se han revelado los siguientes:
| Canción                                   | Artista                                       | Año  |
| ----------------------------------------- | --------------------------------------------- | ---- |
| "All About That Bass" (JD16)              | Meghan Trainor                                | 2014 |
| "All of Me"                               | John Legend                                   | 2013 |
| "Baby One More Time" (JD3)                | Britney Spears                                | 1998 |
| "Cake by the Ocean" (JD17)                | DNCE                                          | 2015 |
| "Can't Feel My Face" (JD17)               | The Weeknd                                    | 2015 |
| "Call Me Maybe" (JD4)                     | Carly Rae Jepsen                              | 2012 |
| "Can you feel the love tonight?"          | Elton John (De El rey león de Disney)         | 1994 |
| "Chandelier" (JD22)                       | Sia                                           | 2014 |
| "Colors Of The Wind"                      | Judy Kuhn (De Pocahontas de Disney)           | 1995 |
| "Counting Stars"                          | OneRepublic                                   | 2013 |
| "Don't Worry, Be Happy" (JD15)            | Bobby McFerrin                                | 1988 |
| "Drag Me Down"                            | One Direction                                 | 2015 |
| "Focus"                                   | Ariana Grande                                 | 2015 |
| "Girls Just Want to Have Fun" (JD)        | Cyndi Lauper                                  | 1983 |
| "Hallelujah"                              | Jeff Buckley                                  | 1994 |
| "Hips Don't Lie" (JD17)                   | Shakira ft. Wyclef Jean                       | 2006 |
| "Hound Dog"                               | Elvis Presley (Original de Big Mama Thornton) | 1952 |
| "It's Raining Men" (JD2)                  | The Weather Girls                             | 1982 |
| "I Love Rock 'n Roll" (JD17)              | Joan Jett                                     | 1982 |
| "I Want to Break Free"                    | Queen                                         | 1984 |
| "I Want You Back" (JD2)                   | The Jackson 5                                 | 1969 |
| "I Will Survive" (JD14)                   | Gloria Gaynor                                 | 1978 |
| "Kryptonite"                              | 3 Doors Down                                  | 2000 |
| "Let Her Go"                              | Passenger                                     | 2012 |
| "Let It Go" (JD15)                        | Idina Menzel (De Frozen de Disney)            | 2013 |
| "LoveShack"                               | The B-52's                                    | 1989 |
| "Love Me Like You Do"                     | Ellie Goulding                                | 2015 |
| "My Heart Will Go On" (JD25E)             | Céline Dion (De la Banda Sonora de Titanic)   | 1997 |
| "No One"                                  | Alicia Keys                                   | 2007 |
| "One More Night"                          | Maroon 5                                      | 2012 |
| "Radioactive" (JD23E)                     | Imagine Dragons                               | 2012 |
| "Relax, Take It Easy"                     | Mika                                          | 2006 |
| "Rude"                                    | Magic!                                        | 2013 |
| "Shut Up And Dance" (JDU)                 | Walk the Moon                                 | 2014 |
| "Stand by Me"                             | Ben E. King                                   | 1961 |
| "Stay"                                    | Rihanna ft. Mikky Ekko                        | 2013 |
| "Stitches"                                | Shawn Mendes                                  | 2015 |
| "Take It Easy"                            | Eagles                                        | 1972 |
| "Take on Me" (JD3)                        | a-ha                                          | 1985 |
| "The Fox (What Does the Fox Say?)" (JD15) | Ylvis                                         | 2013 |
| "Torn"                                    | Natalie Imbruglia (Original de Ednaswap)      | 1995 |
| "Two Princes"                             | Spin Doctors                                  | 1993 |
| "U Can't Touch This" (JD)                 | MC Hammer                                     | 1990 |
| "Watch Me (Whip/Nae Nae)" (JD17)          | Silentó                                       | 2015 |
| "What's Up?"                              | 4 Non Blondes                                 | 1993 |
| "What Do You Mean?"                       | Justin Bieber                                 | 2015 |
| "When I Was Your Man"                     | Bruno Mars                                    | 2013 |
| "Wonderwall"                              | Oasis                                         | 1995 |
| "Zombie"                                  | The Cranberries                               | 1994 |

- Un "(JD)" indica que la canción también aparece en Just Dance.
- Un "(JD2)" indica que la canción también aparece en Just Dance 2.
- Un "(JD3)" indica que la canción también aparece en Just Dance 3.
- Un "(JD4)" indica que la canción también aparece en Just Dance 4.
- Un "(JD14)" indica que la canción también aparece en Just Dance 2014.
- Un "(JD15)" indica que la canción también aparece en Just Dance 2015.
- Un "(JD16)" indica que la canción también aparece en Just Dance 2016.
- Un "(JD17)" indica que la canción también aparece en Just Dance 2017.
- Un "(JDU)" indica que la canción también aparece en Just Dance Unlimited.
- Un "(JD22)" indica que la canción también aparece en Just Dance 2022
- Un "(JD23E)" indica que la canción también aparece en Just Dance 2023 Edition
- Un "(JD25E)" indica que la canción también aparece en Just Dance 2025 Edition

## Contenido Descargable (DLC)
El juego ofrece canciones descargables, es el contenido adicional del juego.
| Canción                         | Artista                                  | Año  |
| ------------------------------- | ---------------------------------------- | ---- |
| "Cruella de Vil"                | Dr. John (De 101 dálmatas de Disney)     | 1961 |
| "Happy Birthday (versión Rock)" | Canción de Cumpleaños                    | 1893 |
| "In Summer"                     | Josh Gad (De Frozen de Disney)           | 2013 |
| "I Just Can't Wait To Be King"  | Elton John (De El rey león de Disney)    | 1994 |
| "I Won't Say (I'm in Love)"     | Belinda Carlisle (De Hércules de Disney) | 1997 |
| "Prince Ali" (JD14)             | Reparto de Aladdín de Disney             | 1992 |

- Un "(JD14)" indica que la canción también aparece en Just Dance 2014.